# Dytiscus laminatus
Dytiscus laminatus là một loài bọ cánh cứng trong họ Bọ nước. Loài này được Schaller miêu tả khoa học năm 1783.